# Nelson Daniel Gleadell
Nelson Daniel Gleadell Herrero (nacido en Puerto San Julián, Santa Cruz, el 29 de marzo de 1964) es un político argentino del partido justicialista, ex intendente de su ciudad natal durante tres mandatos consecutivos. Es hijo, nieto y bisnieto de malvinenses.

## Biografía

### Familia
La familia de Nelson, es una de las muchas familias de malvinenses que se instalaron en la provincia de Santa Cruz, obteniendo la nacionalidad argentina. Otro caso similar es el de la familia Lewis, residente en Puerto Santa Cruz, destacándose Frank Ushuaia Lewis y James Douglas Lewis. Su padre, Charles Watson Gleadell, nació en Puerto Darwin en 1908 y se mudó a Río Gallegos en 1914 junto a su familia para trabajar en las estancias de cría de ovejas. Tiene ascendencia inglesa.
Su hermana Georgina también es una política santacruceña, que se ha desempeñado tanto en el gobierno provincial como en el gabinete de Nelson.

### Carrera
Es Perito Mercantil y realizó el servicio militar obligatorio en la Infantería de Marina de la Armada Argentina y en la fragata Libertad. Está casado y posee tres hijos.
Se desempeñó como dirigente gremial siendo Secretario General del Sindicato de Empleados de Comercio de su ciudad, Congresal ante la FAECyS y Delegado de la Federación Argentina de Empleados de Comercio y Servicios ante la CGT. Entre 1995 y 1999 fue concejal y entre 2000 y 2003 fue Gerente de la empresa Servicios Públicos Sociedad del Estado, empresa estatal de Santa Cruz. Desde el 2016 al 2017 se desempeñó como Director de Fomicruz SE. Desde septiembre de 2017 fue designado Director en la empresa estatal de S.P.S.E. siendo su Presidente desde septiembre de 2020 a la fecha.

#### Intendente de Puerto San Julián
El 14 de septiembre de 2003 fue elegido intendente de su ciudad natal, cargo en que fue reelecto en 2007 y 2011.
En octubre de 2008, en una audiencia con el Papa Benedicto XVI en la Ciudad del Vaticano, Gleadell entregó una invitación formal para la celebración de los 500 años de la primera Misa en Territorio Argentino, realizada en 1520 por Hernando de Magallanes. En marzo de 2015 viajó nuevamente al Vaticano, ofreciéndole la invitación al Papa Francisco. Su propuesta fue respaldada por diversos alcaldes de España, Portugal y Chile que conforman la «Red Mundial de Ciudades Magallánicas».
Participó en 2010 y en 2015 en las peticiones que se realizan anualmente ante el Comité de Descolonización de las Naciones Unidas exigiendo que el Reino Unido retome las negociaciones por la soberanía de las islas del Atlántico Sur.
En febrero de 2013, en Sevilla, España, Gleadell formó parte del lanzamiento de la «Red Mundial de Ciudades Magallánicas», junto a Federico Sciurano (intendente de Ushuaia) y el ministro de turismo de la Nación, Enrique Meyer. En octubre del mismo año, durante el segundo encuentro en Ushuaia, Gleadell fue elegido Vicepresidente por América de dicha red.
En octubre de 2014, firmó el hermanamiento entre Puerto San Julián y la ciudad de Sabrosa, en Portugal, lugar natal de Fernando de Magallanes.
En noviembre de 2014, la Universidad Católica Argentina (UCA) emitió un informe sobre Puerto San Julián detallando que la fuente de empleo privado creció del 37% del año 2003 al 67% en 2013 y que ese crecimiento consintió con la caída del empleo público como fuente laboral, del 63% registrado en el año 2003 al 33% del 2013. Además, durante los 10 años de gobierno de Gleadell la ciudad pasó a tener de 8.000 habitantes a más de 16.000. Durante su gestión se comienza la construcción de un acueducto para mejorar el abastecimiento de Puerto San Julián, ciudad con frecuentes problemas de abastecimiento hídrico. Tras su inauguración las autoridades colocaron el nombre "Presidente Néstor Kirchner" al acueducto de vinculación entre Puerto Santa Cruz y Puerto San Julián.[cita requerida]
En 2015 intentó obtener la cuarta reelección, perdiendo ante el candidato del frente Cambiemos y empresario, Antonio Tomasso, que asumió el 10 de diciembre del mismo año.